# (466342) 2013 RQ36
(466342) 2013 RQ36 es un asteroide perteneciente al cinturón de asteroides, descubierto el 3 de septiembre de 2013 por el equipo Spacewatch desde el Observatorio Nacional de Kitt Peak (Arizona, Estados Unidos).